# Хухэнуты
Хухэнуты, хухуйты, хухыты (монг. хөхнүүд, хөхүйд, хөхийд, бур. хүхэнүүд, хүхүйд, хүхыд) — один из широко распространённых монгольских родов. Хухуйты входили в состав семи северных отоков Халхи, составивших первоначальное ядро современных халха-монголов. Носители родовых имён хухэнут, хухуйт, хухыт также входят в состав ряда других монгольских народов.

## Этноним
В переводе с монгольского и бурятского «хөх» и «хүхэ» переводятся как синий. Монгольские этнонимы хухуйт, хухнут связаны с синим знаменем Чингисхана.
С. П. Балдаев считал, что бурятский род хухэнут получил своё имя по цвету одного из древнейших знамён монголов. Данный этноним он также связывал с культом покровителя-хранителя Хухэ-Мунгэн тэнгэри.

## История
В середине XVI в. 12 отоков халхаского тумена разделились на пять южных и семь северных. Северные отоки были во владении сына Даян-хана Гэрэсэндзэ. Пять южных отоков составляли жарууд, баарин, хонхирад, баяд и ужээд.
Семь северных отоков состояли из следующих родов: 1) джалаиры, олхонуты (унэгэд); 2) бэсуты, элжигины; 3) горлосы, керегут; 4) хурээ, хороо, цоохор; 5) хухуйд, хатагины; 6) тангуты, сартаулы; 7) урянхан. Этими семью отоками правили соответственно семь сыновей Гэрэсэндзэ: Ашихай, Нойантай, Нухунуху, Амин, Дарай, Далдан и Саму. Во владении Ашихая наряду с уделом Джалаир упоминается удел Ушин.
В середине XVI в., когда происходило разделение собственности между детьми Гэрэсэндзэ, хухуйты были отданы пятому сыну — Дара-нойону. Поскольку Дара не имел своего наследника, хухуйты вскоре стали подданными потомков его брата — Аминдурала. Хухуйты с середины XVI в. до конца XVII в. вместе c хатагинами обитали в местах по р. Халхин-Гол, среднему течению р. Керулен и восточным степям. С завоеванием маньчжурами они вошли в состав хошуна Хурц дзасака халхаского Сэцэнхановского аймака и стали шабинарами Егудзера-хутухты. В то время хухуйты воздвигли небольшой храм, где совершали поклонение знамени, доставшемуся им ещё со времён Чингисхана. Храм так и назывался хухуйским.
В современной Монголии в сомонах Мунххаан, Сухэ-Батор и Эрдэнэцагаан аймака Сухэ-Батор имеются так называемые хан хухуйты, которые являются одной из ветвей рода хухуйт. Хан хухуйтами называли их потому, что часть их соединилась родственными узами с борджигидами, считающимися представителями ханской «белой кости» и в результате смешения стала также считаться «белой костью».
Название хухуйт впервые появляется в источниках в связи с событиями середины XVI в. Ныне среди хошутов Кукунора КНР компактно проживают хухэд (хухэйд), которые пришли туда в 1630-х гг. вместе с хошутским Турубайху-нойоном из Или и Тарбагатая. В 1725 г., когда цинские власти занялись в Кукуноре административной организацией, из хухэд был создан один хошун с 1350 семьями и населением более пяти тысяч человек. В просторечии этот хошун называется хухэтским или хошуном хухэд бэйл. Эти хухэд, управляемые нойонами — потомками Хабуту Хасара, брата Чингисхана, в начале XV в. последовали за Уруктимур-нойоном из рода Хасара к ойратам, после чего вместе с хошутами перекочевали в Кукунор. Из вышесказанного следует, что хухэд или хухуйд появились ещё до XV в.
Часть хухуйтов также обосновалась в Уланцабском сейме Внутренней Монголии КНР. Носители родовых имён хухуйт и хухэнут известны в составе бурят. Среди якутов, проживающих в долине между р. Вилюй и р. Лена, известны представители рода кокуй (коукуй). Данные роды, согласно А. Очиру, перекочевали из Монголии ещё до XVIII в. и расселились на названных выше территориях.

## Расселение
В Монголии представители родов хөхнүүд и хөхүйд (хөхийд), по данным А. Очира, зарегистрированы в сомонах Халхгол, Матад Восточного аймака; сомоне Тэс Убсунурского аймака; сомоне Мёст Кобдоского аймака; сомонах Арбулаг, Тосонцэнгэл, Тунэл и Их-Уул Хубсугульского аймака. Род хөх зарегистрирован в сомоне Буянт Кобдоского аймака. Представители рода хан хөхүйд проживают в сомонах Мунххаан, Сухэ-Батор и Эрдэнэцагаан аймака Сухэ-Батор. В сомоне Халхгол Восточного аймака зарегистрированы представители рода гэрүүд кости хөхнүүд.
Хухнууд известны в составе баятов, а также в составе басигитов, субэтноса мянгатов. В состав хотогойтов входят роды хухнууд, хух нохойнхон, хөх нуур (хух нуур). В сомоне Эрдэнэцагаан аймака Сухэ-Батор проживают хөх түрүүтэн.
Среди этнических групп бурят известны следующие роды: кхухыт среди атаганов; хухэнууд, хухэ хайтал среди баргутов; среди булагатов — хухыт в составе рода готол-бумал, хухэнэй в составе рода янгут; хухэнэт среди хори-бурят (в составе рода харгана); хухтэ в числе эхирит-булагатских родов; хухэнэй среди идинских бурят (в составе рода янгут); хухэнуд среди кудинских бурят; хухэ толгой среди закаменских бурят; хухуйд среди селенгинских бурят.
В составе хошутов Цинхая известны представители рода хөхэд (хөхэйд). Часть хөхүйд также обосновалась в Уланцабском сейме Внутренней Монголии. В состав оннигутов хошуна Оннюд-Ци вошли носители родового имени хөхэдэй.
Родовые фамилии. В настоящее время в Монголии проживают носители следующих родовых фамилий: хөхнүүд, хөхнүд, хөхий, хөхийд, хөхийн, хөхийт, хөх, хан хөх, хан хөхий, хан хөхийд, хан хөхийн, хан хөхийт, хөхий хан, хөхийн хан, хөхчин, хөх нар, хөхд, хөхт, хөхтн, хөхтэн, их хөх, хөхдэй. Кроме них также известны боржгон хөх, боржигин хөх, боржигон хөх, хөх боржгин, хөх боржгон, хөх боржигин, хөх боржигон, хөх бух, хөх бүргэд, хөх гол, хөх гэсэр, хөх дархад, хөх дархан, хөх монгол, хөх морь, хөх морьт, хөх морьтон, хөх ноход, хөх нохой, хөх нохойн, хөх нохойнхон, хөх нохойхон, хөх нуур, хөх онход, хөх өөлд, хөх сартуул, хөх тайж, хөх тайжууд, хөх тайчууд, хөх толгой, хөх торгууд, хөх туг, хөх тугчин, хөх түрүүтэн, хөх тэнгэр, хөх урианхан, хөх уул, хөх үүр, хөх хайрхан, хөх халх, хөх харчин, хөх харчууд, хөх хиа, хөх хиад, хөх хотгойд, хөх чоно, хөх чонос, хөх чулуун, хөх шувуу.